# Угледарский городской совет
 Угледарский городской совет — одна из административно-территориальных единиц в составе Донецкой области. Совпадает с городом Угледар.

## Состав
Угледарский городской совет – 17 440 чел.
- город Угледар – 17 440 чел.

Всего: 1 город.

## Экономика
Угольная промышленность (Шахта «Южнодонбасская № 1» и Шахта «Южнодонбасская № 3»).